# أل برادلي
أل برادلي (بالإنجليزية: Al Bradley)‏ هو لاعب كرة قاعدة أمريكي، ولد في 23 مايو 1856 في Brady's Bend, Pennsylvania ‏، وتوفي في 5 فبراير 1937 في ألتونا في الولايات المتحدة.

## وصلات خارجية
- أل برادلي على موقعبيزبول رفرنس.كوم (الدوري الرئيسي) (الإنجليزية)
- أل برادلي على موقعبيزبول رفرنس.كوم (الدوري الثانوي) (الإنجليزية)